# 台湾民主自治同盟

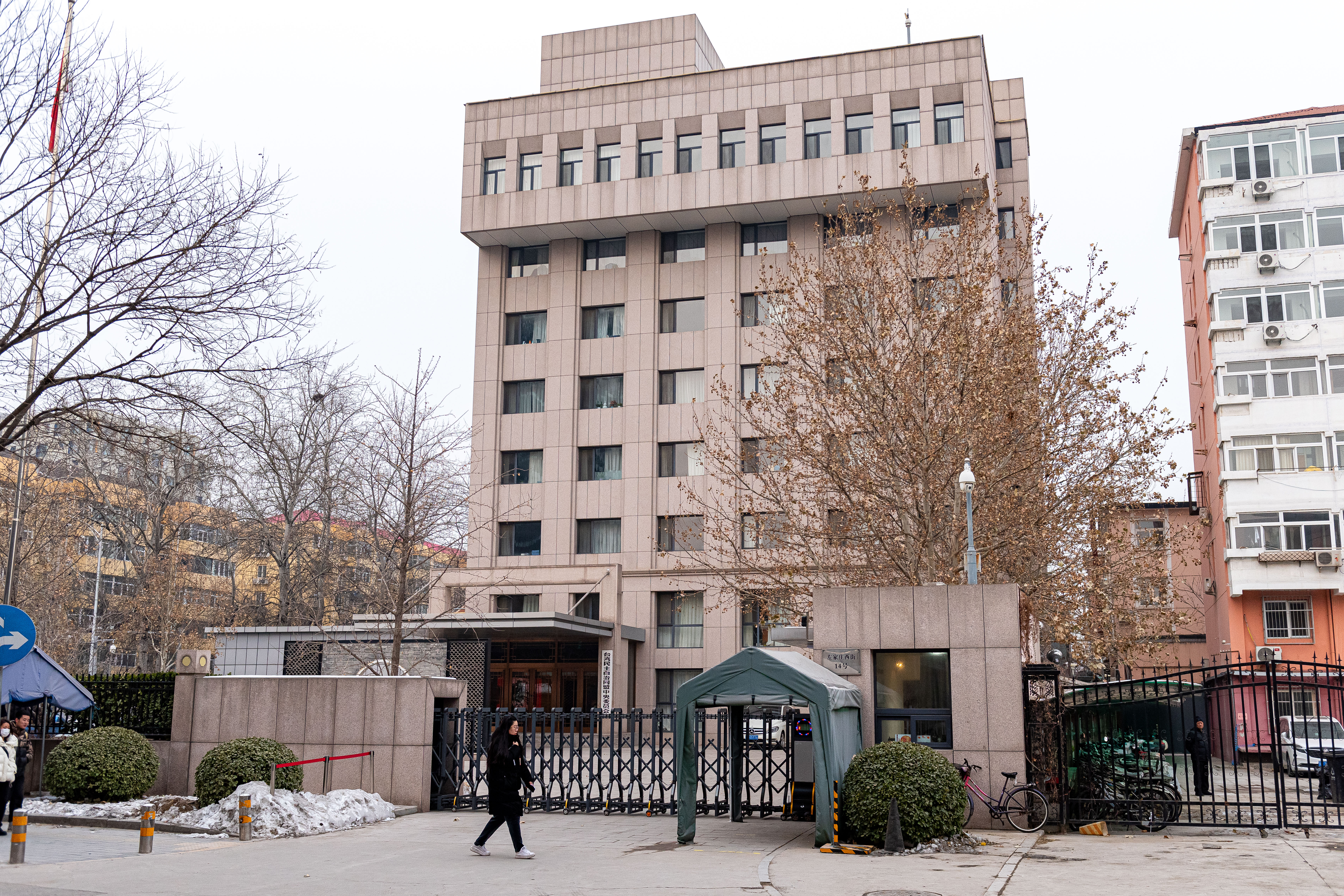
本部

台湾民主自治同盟（たいわんみんしゅじちどうめい）は中華人民共和国の民主党派(衛星政党)の一つ。略称は台盟。台湾で活動する2016年に成立した同名の政党及び台湾団結連盟（台聯）とは異なる。
台湾共産党の設立者・謝雪紅が二・二八事件後、台湾から香港経由で中国に渡り、他の元台湾共産党員、中国共産党員と共に設立（1947年11月）。名前の通り、中国大陸に暮らす台湾籍人士の政党。
設立当初は台湾の高度自治を求め、中国の連合政府論を支持していた（また当初は、中国共産党は各省の大幅な自治権を認める立場を採っていた）が、中華人民共和国成立後共産党が主張を転換、中央集権的体制を採るに従い、台湾民主自治同盟、謝雪紅とも弾圧を受けた。謝は1957年の反右派闘争で「地方民族主義者」として失脚、その後文革時にも再度批判を受けている。
現在も民主党派の一つとして存在し、中国共産党の指導下、「両岸統一」「一国二制」の立場を持っている。現在の主席は林文漪。党員数は約1万8千人と、民主党派の中で最も規模が小さい。